# Пан (игра)
Вижте пояснителната страница за други значения на Пан.
Пан (на полски: Pan) е полска игра с карти, предназначена за 2 – 4 души.

## Правила
Картите се разпределят равномерно между всички играчи. Играта започва играчът, който държи 9 купа , след което играчите се редуват по посока на часовниковата стрелка.
Картите биват подредени в купчина. На купчината може да се поставят или точно една карта или точно четири с еднаква стойност. Това важи и за играча, който започва, който вместо 9 може да сложи всички четири деветки. Има и едно изключение, ако на купчината е поставена само 9, следващият играч може да сложи другите три деветки наведнъж.
Картите на купчинате не могат да бъдат по-малки от картите, разположени на върха на купчината. Старшинство е както следва: 9, 10, Вале, Дама, Поп, Асо. Например: ако на върха на купчината стои дама, следващият играч може да сложи още една дама, поп или асо, но не девет, десет или вале. Играч, който не иска или не може да постави карти, вземава три карти от купчината. След като изтегли карти следващият играч е на ред. Цвят пика  връща реда към предишния играч.
Целта на играта е играчите да поставят всичките си карти в купчината. Играчът, който остане с карти като последен, печели буквата П. Започва се нова игра. Ако отново остане последен с карти, получава буквите А и по-късно, Н. Когато всички играчи премахнат картите си, никой не получава никакви букви. Налице е ситуация, в която играта може да бъде нерешена (никой не печели буква). Това се случва в случай, когато последният играч може да играе всичките си карти наведнъж (което значи, че са едно или четири аса).
Играчът, който спечели трите букви – губи.

## Измами
Измама е когато играч поставя ниска карта под другите карти. Наказанието е измамникът да събере всички карти от купничката, без 9.